# Ле Онгр, Этьен
Этьен Ле Онгр (фр. Étienne Le Hongre; 7 мая 1628, Париж — 28 апреля 1690, Париж) — французский скульптор, внёсший значительный вклад в формирование и развитие «большого стиля» эпохи Короля-Солнце Людовика XIV (1643—1715). Ле Онгр принадлежал к первому поколению скульпторов, сформированных канонами Королевской академии живописи и скульптуры. Он входил в команду, работавшую в ведомстве Королевских построек (Bâtiments du Roi) в садах и парке Версаля.

## Творческая биография
Ле Онгр родился в Париже, в семье мастера мебели и ламбри (резных стенных панелей). Он обучался в ателье Жака Саразена вместе с Гаспаром и Бальтазаром Марси и Пьером Ле Гро Старшим, которые позднее работали в Версале. Он был аккредитован в Королевскую академию в июне 1653 года за статую Марии Магдалины и отправился в Рим, получив от короля 500 ливров. В 1659 году вернулся в Париж. Ле Онгр был принят в члены Академии в апреле 1667 года и преподавал в академических школах в качестве ассистента профессора (1670), профессора (1676) и помощника ректора (1686), что дало ему право на квартиру в Галерее Лувра.
В апреле 1661 году он получил заказ от герцога Ла Мейлерэ на создание скульптурной гробницы сердца Луи де Коссе, герцога де Бриссака, для Орлеанской капеллы в монастыре целестинцев в Париже, демонтированной во время революции (основные элементы этого произведения ныне хранятся в Лувре).
Этьен Ле Онгр создавал монументально-декоративную скульптуру на протяжении всей своей жизни: в 1663 году он выполнил «трофеи» для фронтона южного фасада Галереи Аполлона Луврского дворца, обращённого к Сене; в 1667 году — скульптуры фриза и маски (совместно с Жаном-Батистом Тюби) для северного фасада, выходящего на нынешнюю улицу Риволи, в 1668 году Ле Онгр предоставил капители и скульптурные детали для «Колоннады Лувра» (1667—1673; архитектор Клод Перро), за которые он получил в общей сложности 2910 ливров. Когда Этьен Ле Онгр доказал своё мастерство, в 1666 году ему было поручено вылепить большую фигуру Мира для сада Тюильри. В Версале он создал полноразмерные аллегорические статуи «Фетиды», «Изобилия», «Власти» и «Африки».
Для «Бассейна нимф» (Bain des Nymphes;1678-1680) создал свинцовые барельефы фонтана, в котором были представлены, наряду с прочими, работы Франсуа Жирардона. Для «Водного партера» перед фасадом Большого дворца Ле Онгр по идее Шарля Лебрена вместе с другими скульпторами «большого стиля» выполнил полулежащие бронзовые фигуры, символизирующие большие и малые реки Франции: «Марна», «Сена» и две фигуры нимф. В те же годы он изваял две мраморные статуи-гермы: Вертумна и Помоны для Бассейна Аполлона.
Ле Онгр предоставил лепные фигуры и рельефы для капеллы Люксембургского дворца. Работая под руководством архитектора Франсуа д’Орбе, он выполнил лепные барельефы и резные двери для церкви в предместье Сен-Жермен в Париже.
Став «ординарным скульптором королевских построек» (sculpteur ordinaire des bâtiments du roi), он принимал участие почти во всех крупных проектах правления Людовика XIV, начиная с 1660-х годов: около 1663 года он участвовал в создании декора фасадов дворцов Лувра и Тюильри. Садовые скульптуры для королевских замков также занимали его и его помощников на протяжении всей его карьеры. В 1669 году он вылепил несколько фигур для замка Фонтенбло и сделал несколько свинцовых фигурок животных по мотивам басен Эзопа для Лабиринта в садах Версаля (из них сохранились «Петух» и «Волк»). В 1674—1675 годах Ле Онгр участвовал в декоративных работах Ворот Сен-Мартен в Париже, затем в 1679 году вылепил двух «Пленников» для Шато-де-Шаньи и несколько фигур в 1682 году для Шато-де-Шуази.
В 1670—1674 годах Ле Онгр выполнил скульптурные украшения больших дверей и главного алтаря капеллы Коллежа Четырёх Наций в Париже и был одним из сотрудников Антуана Куазево при создании монументальной гробницы кардинала Мазарини в вестибюле Коллежа.
В мае 1686 года Ле Онгр получил заказ на большой конный памятник королю Людовику XIV из бронзы, предназначенный для установки на Королевской площади в Дижоне. Модель была завершена в 1690 году, в год смерти скульптора. Монументальное произведение будет ждать более шестидесяти лет, прежде чем будет установлено на Королевской площади, а затем переплавлено во время революции. Известно несколько уменьшенных копий памятника: одна хранится в Музее изящных искусств в Дижоне, а другая была приобретена в 2009 году Версальским дворцом, чтобы воспроизвести статуэтку, которая была помещена в 1707 году в апартаментах короля.
Этьен Ле Онгр умер 27 апреля 1690 года в возрасте шестидесяти одного года в своих покоях в галереях Лувра. Он был похоронен на следующий день, 28 апреля, в церкви Сен-Жермен-л’Осеруа, его приходе, в присутствии сына Этьена-Шарля Ле Онгра, художника Франсуа Ле Онгра, художника Жака Ле Онгра. 6 мая 1690 года Королевская академия живописи и скульптуры отдала ему дань уважения, устроив панихиду в монастыре Великих Августинцев (Couvent des Grands-Augustins).

## Галерея

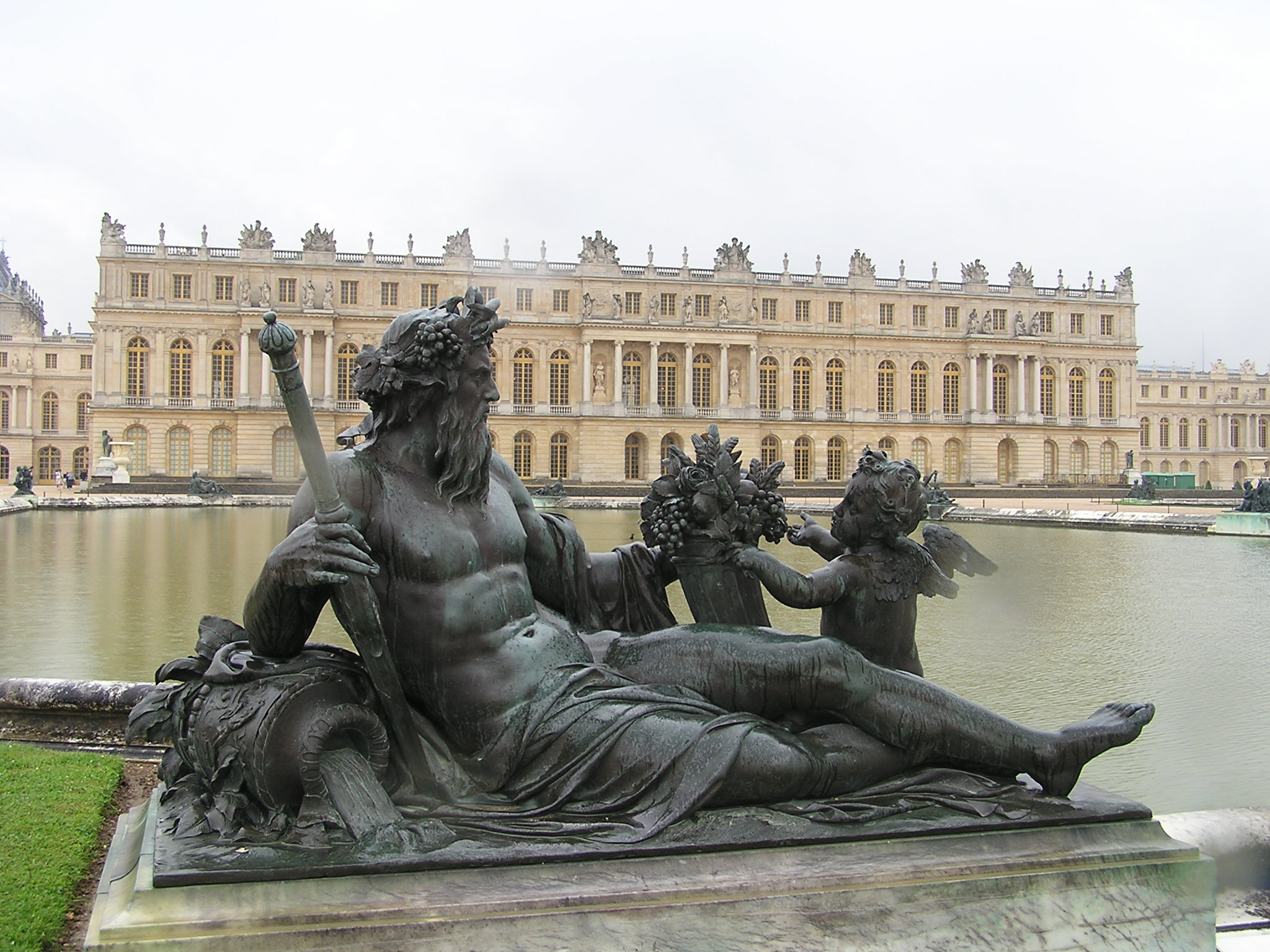
Сена. 1678—1680. Бронза.  Водный партер, Версаль
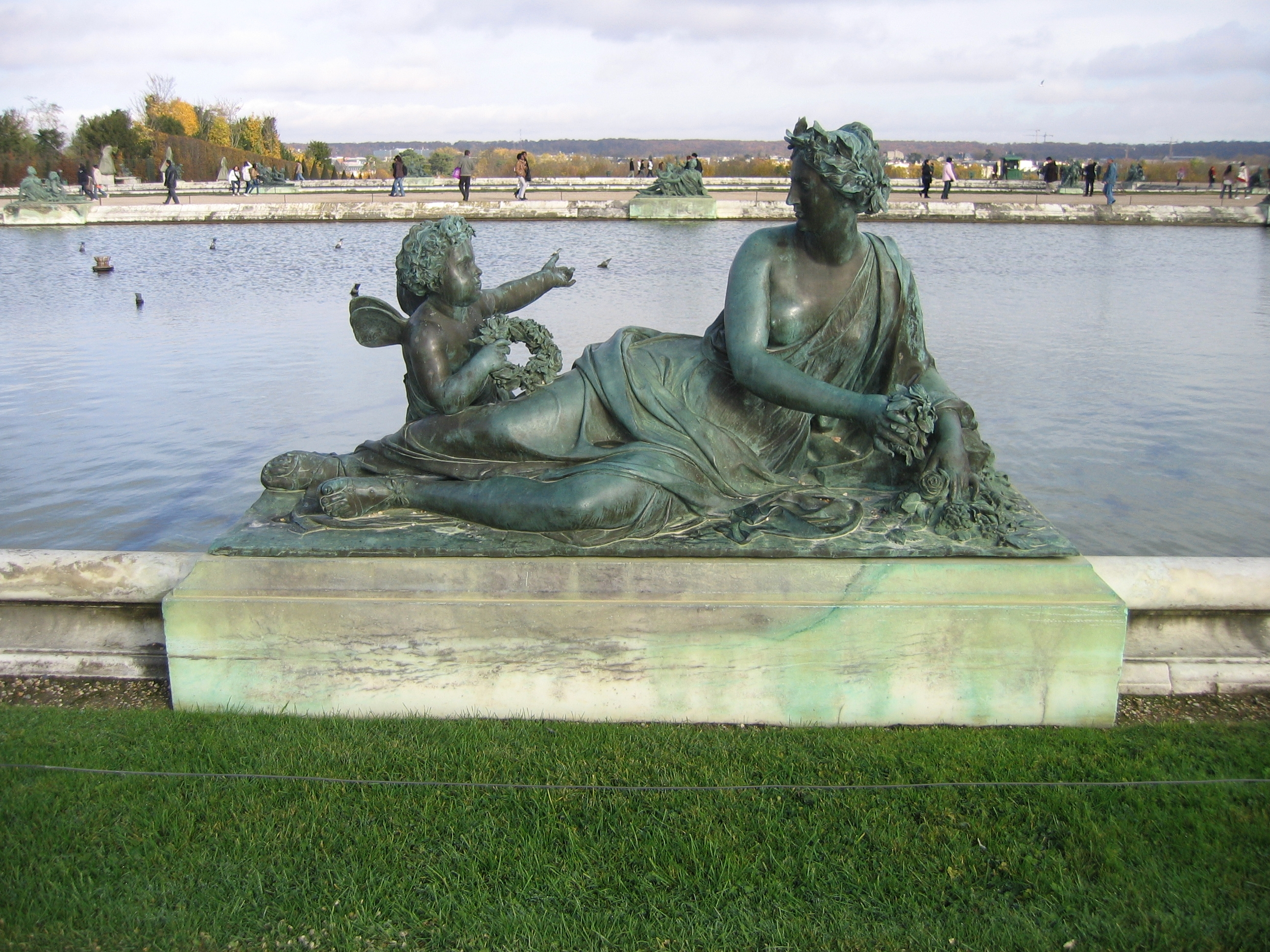
Нимфа с цветами. 1678—1680. Бронза.  Водный партер, Версаль
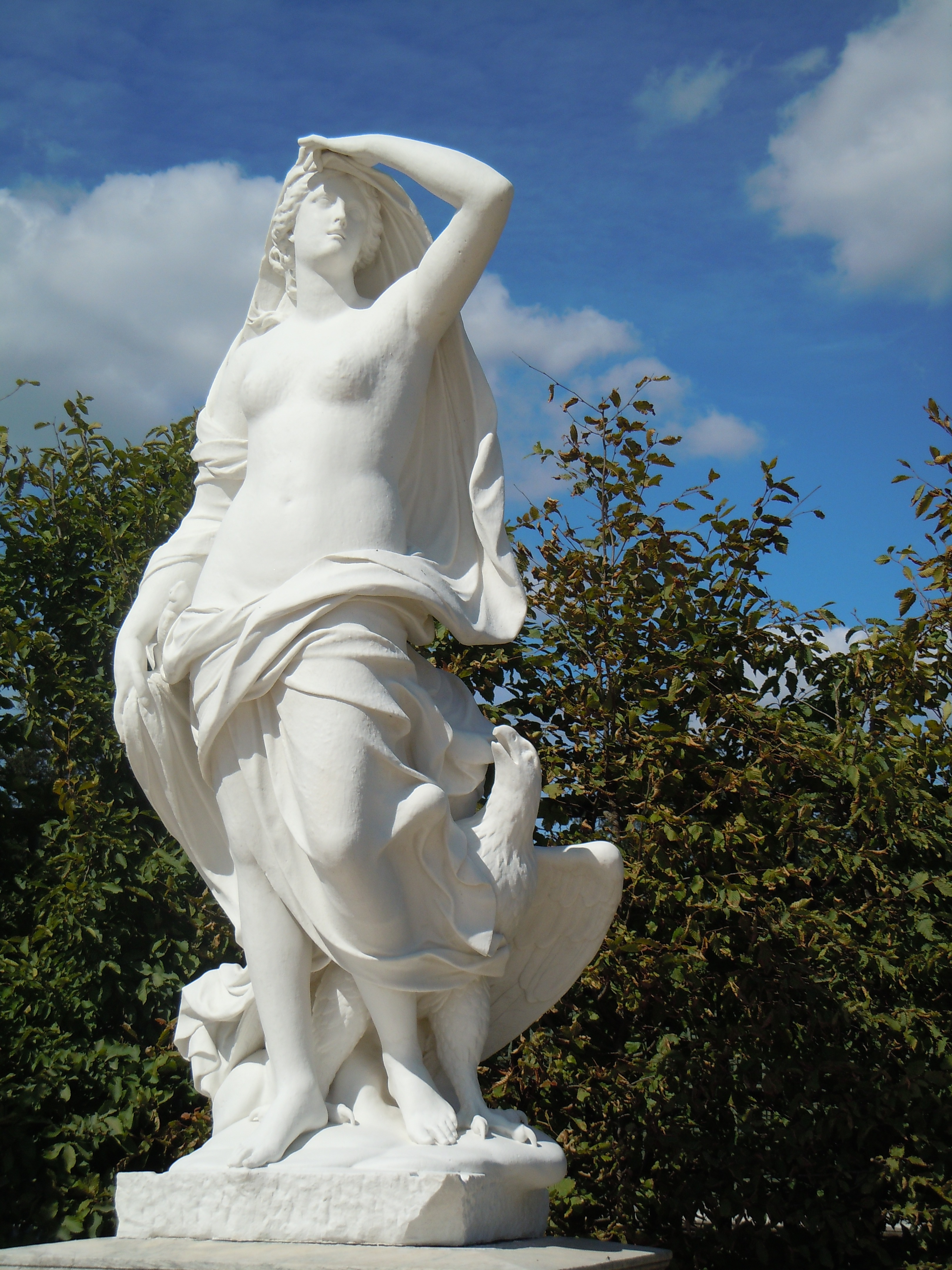
Воздух. 1680—1684. Мрамор. Партер Латоны, Версаль
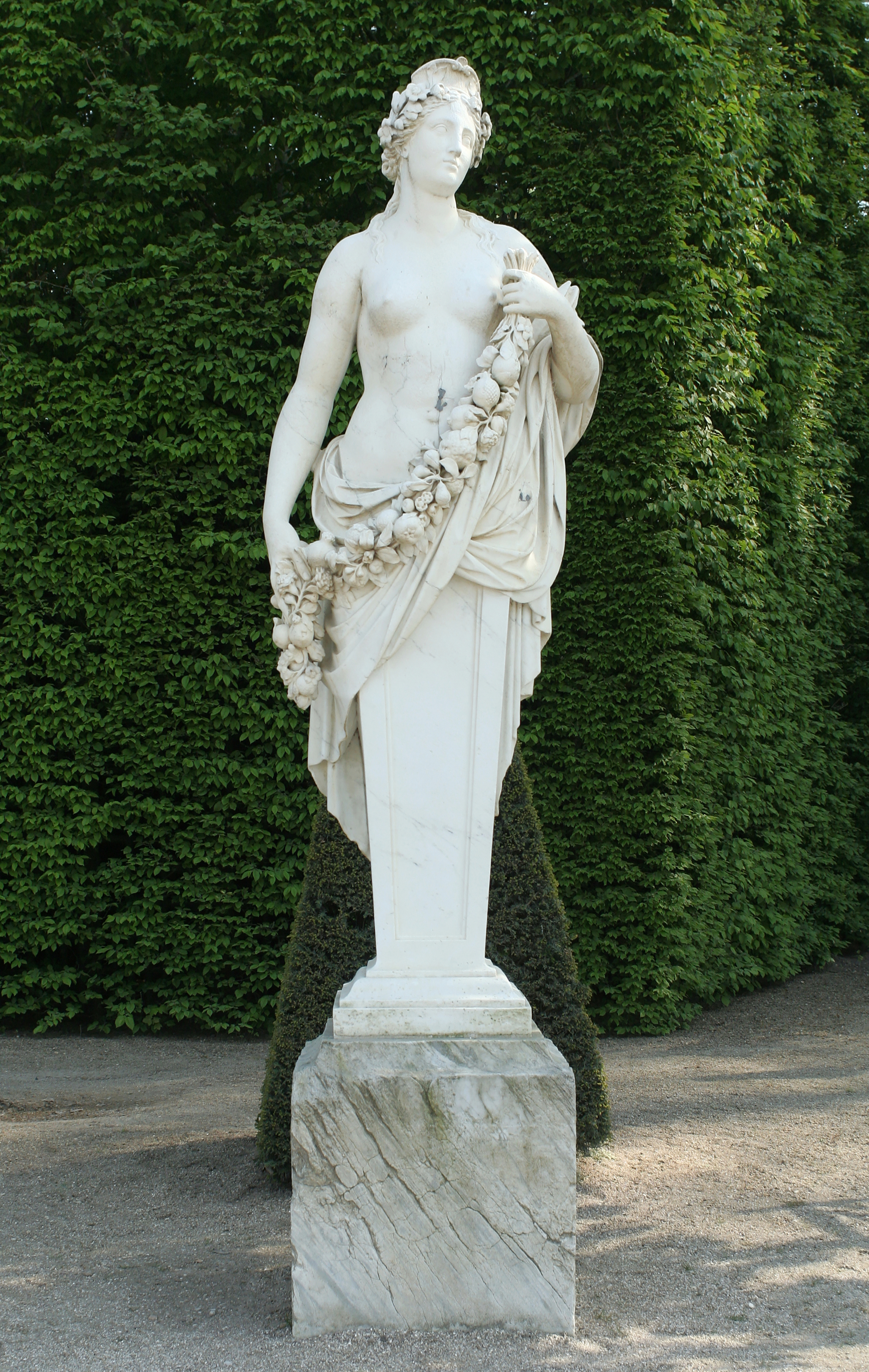
Помона. 1689. Мрамор. Бассейн Аполлона, Версаль
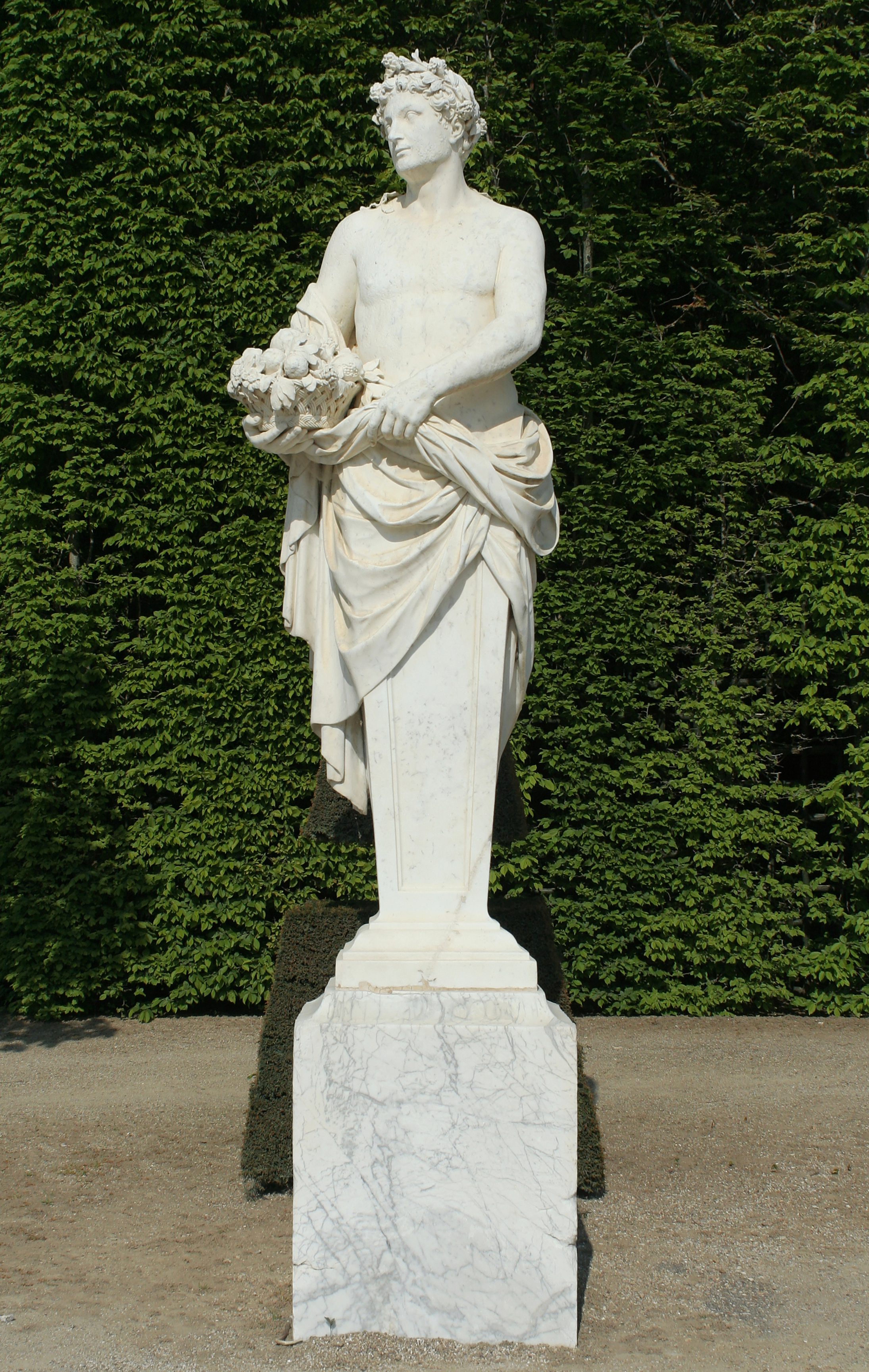
Вертумн. 1689. Мрамор. Бассейн Аполлона, Версаль
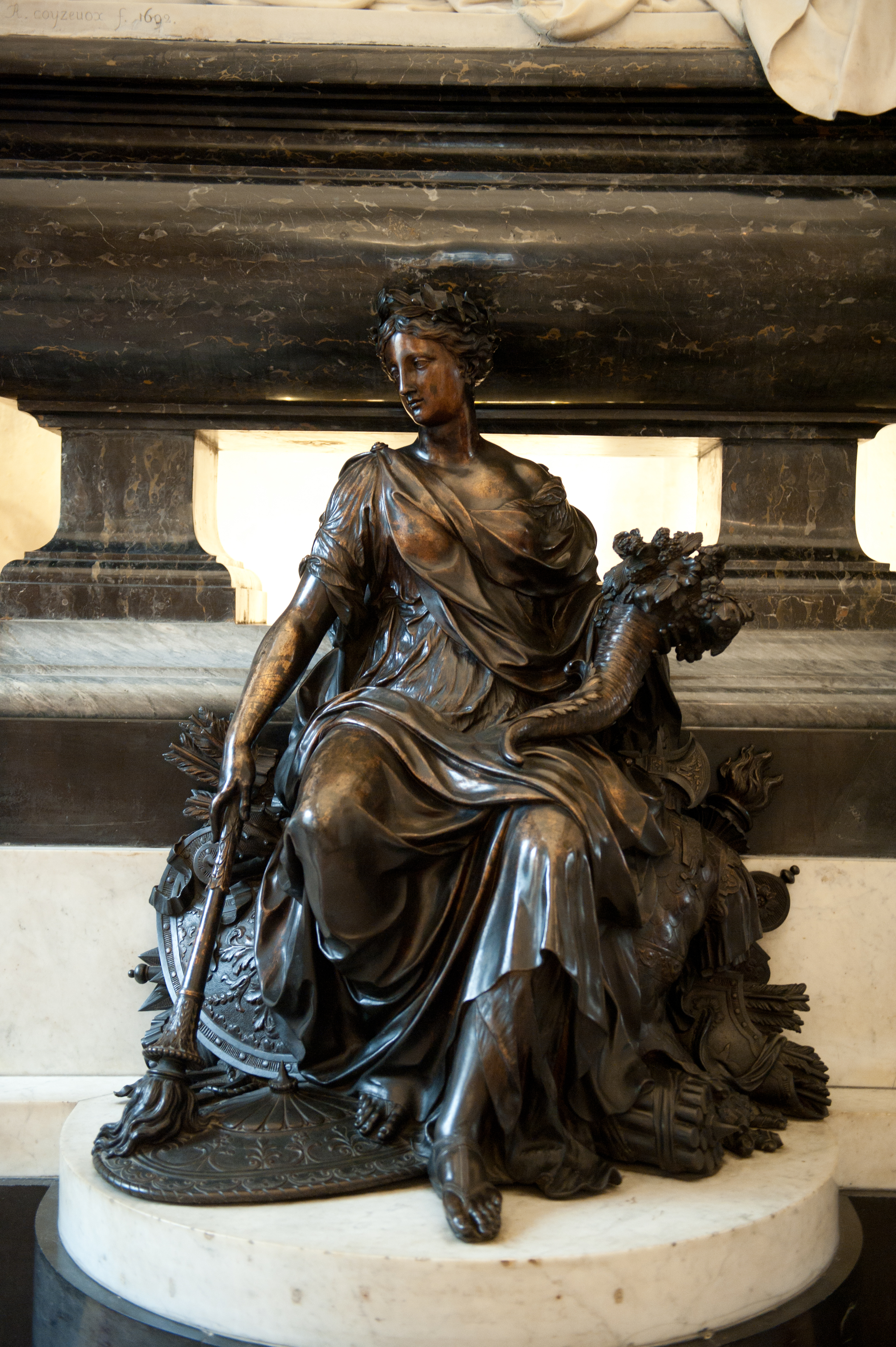
Мир. Скульптура гробницы (кенотафа) кардинала Мазарини. Между 1689 и 1693 гг. Бронза. Коллеж Четырёх наций (Институт Франции), Париж